# Crotalaria gazensis
Crotalaria gazensis är en ärtväxtart som beskrevs av Baker f.. Crotalaria gazensis ingår i släktet sunnhampor, och familjen ärtväxter.

## Underarter
Arten delas in i följande underarter:
- C. g. gazensis
- C. g. herbacea